# Teenage Love Affair
Teenage Love Affair è una canzone di Alicia Keys, estratta come terzo singolo dall'album As I Am. La canzone è stata mandata in onda per la prima volta dalla Urban Mainstream Radio il 21 aprile 2008. È contenuto nel brano un campionamento di (Girl) I Love You dei The Temprees.
La nota rivista statunitense Rolling Stone ha classificato la canzone come la 23ª canzone più bella del 2007 nella lista delle 100 migliori canzoni del 2007.

## Video
Il fanclub di Alicia Keys ha affermato, ed il sito ufficiale della cantante l'ha confermato, che il video di "Teenage Love Affair" è stato filmato alla Drew University a New Jersey. Derek Luke interpreta il ruolo del partner della Keys, ed anche Anthony Hamilton, Jackie Long, Albert Daniels, e Tristan Wilds compaiono nel video. Il video è ispirato al film del 1988 di Spike Lee Aule turbolente ed è stato mandato in onda per la prima volta il 23 aprile 2008.

## Tracce
1. Teenage Love Affair - Album Version (3:10)
2. Teenage Love Affair - Instrumental Version (3:07)
3. Teenage Love Affair - Call Out Hook (:10)

## Classifiche
| Chart (2008)  | Posizione raggiunta |
| ------------- | ------------------- |
| Nuova Zelanda | 21                  |
| Stati Uniti   | 54                  |